# Волосово (Петушинский район)
Волосово — деревня в Петушинском районе Владимирской области, входит в состав Петушинского сельского поселения.

## География
Деревня расположена в 5 км на восток от райцентра города Петушки.

## История
В конце XIX — начале XX века деревня входила в состав Липенской волость Покровского уезда Владимирской губернии, с 1921 года — в составе Орехово-Зуевского уезда Московской губернии. В 1859 году в деревне числилось 10 дворов, в 1926 году — 44 двора.
С 1929 года деревня входила в состав Молодиловского сельсовета Петушинского района Московской области, с 1939 года — в составе Петушинского сельсовета, с 1944 года — в составе Владимирской области, с 2005 года — в составе Петушинского сельского поселения.

## Население
| 1859 | 1926 | 2002 | 2010 | 2021 |
| ---- | ---- | ---- | ---- | ---- |
| 95   | ↗197 | ↘38  | ↘30  | ↘15  |